# 北斗丸
北斗丸（ほくとまる）はSNKの対戦型格闘ゲーム『餓狼 MARK OF THE WOLVES』に登場する架空の人物。

## 概要
アンディ・ボガードの弟子で、不知火流忍術の使い手の少年。幼い頃から山で過ごしていたため、都会にはあまり慣れておらず、女性（特に露骨にセクシーな）も見慣れていないので苦手。操作キャラクターとして登場したのはデビュー作の『餓狼 MARK OF THE WOLVES』（以下『MOW』と表記）、及び続編の『餓狼伝説 City of the Wolves』(以下『CotW』と表記)の二作のみ。
『ザ・キング・オブ・ファイターズ』シリーズでは、『2001』の餓狼伝説チームのバックストーリーに登場して、『2003』のバックストーリーではおたふく風邪にかかってアンディが欠場することになった。
カプコンとのクロスオーバー作品『SNK VS. CAPCOM SVC CHAOS』の不知火舞のエンディングではアンディの代わりに舞を迎えに登場するが、『MOW』の頃よりもやや幼く見える。同じクロスオーバー作品の『SNK VS. CAPCOM 激突カードファイターズ』シリーズではネオジオポケットカラー版の『2』のみ個別キャラクターカードが存在する。
『Days of Memories』シリーズの『Days of Memories 〜恋はグッジョブ!〜』では舞と親戚という設定になっており、二人暮らしをしている。なお、本作ではアンディの存在について触れられていない。

## 技の解説

### 必殺技
手裏剣
名前どおりの飛び道具。強だと一度に3つ連射する。
空中手裏剣
空中で出す飛び道具。ただし水平方向にしか出せない。
空破弾
アンディ直伝のきりもみキック。ブレーキング対応技。
斬影拳
アンディ直伝の高速突進からの肘打ち。『CotW』で使用。
唐草斬り
前転して木刀で叩く技。ボタン押しっぱなしでフェイントになる。
落下斬・虚
姿を消して、上空から落下する移動技。空中でも使用可能。
落下斬・実
姿を消して、上空から落下して木刀を振るう技。空中でも使用可能。

### T.O.P.アタック
忍法爆炎じゃんぷ
爆炎をあげながら飛んでいく技。

### 超必殺技
超必殺手裏剣
手裏剣を乱射して、最後に巨大手裏剣を投げる。『MOW』でのみ使用。
絶・飛翔拳
アンディ直伝の「飛翔拳」の発展技。目前に球状の気弾を発生させた後、掌打で打ち付けて衝撃波を前方に放つ。『CotW』で追加。
元はアンディが『KOFXIV』『KOFXV』で使用していた技。
奥義・超必殺竜巻
回転ジャンプして、竜巻を起こす。

### 潜在能力
北斗丸の潜在能力は他の『MOW』登場キャラクターと違い、「超必殺技のバージョンアップ」ではなく全てオリジナルの技になっている。
超爆炎苦無
苦無を連続で投げた後、最後に巨大苦無を投げる。「超必殺手裏剣」の潜在能力版。『MOW』でのみ使用。
絶・飛翔拳
気弾の色が黄色くなっている。『CotW』で追加。
究極奥義・超爆炎竜巻
回転ジャンプして、炎をまとう。「奥義・超必殺竜巻」の潜在能力版。

### ヒドゥンギア
秘奥義・不知火流
高速の「斬影拳」で相手の反対側に突き抜けた後、振り向きざまに炎を纏いながら「必殺忍蜂」を繰り出し、すかさず「昇龍弾」で空中に打ち上げた後、とどめに「超裂破弾」を喰らわせる。

## 担当声優
- 竹内順子（『餓狼 MARK OF THE WOLVES』）
- 榎木淳弥（『餓狼伝説 City of the Wolves』）

## 関連人物
- アンディ・ボガード - 師匠
- 不知火舞 - 苦手な女性。『CotW』ではある程度は克服している。
- B.ジェニー - 苦手な女性